# Rio Ataye
O rio Ataye é um curso de água localizado no centro da Etiópia, afluente do rio Awash.